# Étienne de Lessart
Pour les articles homonymes, voir Lessart et Lessard.
Étienne de Lessart (1623-1703), aussi appelé Étienne Lessart ou Étienne Lessard, était un colon français de la Nouvelle-France et co-seigneur du fief de Lanoraie.

## Biographie
Étienne de Lessart est né en 1623 à Chambois, au diocèse de Sées (Orne) dans la Basse-Normandie en France et il est décédé le 20 avril, 1703 à Sainte-Anne-de-Beaupré, Nouvelle-France (aujourd'hui Québec, Canada). Il est le fils de Jacques de Lessart et de Marie Herson, aussi connue sous le nom de Marie Chamboy.  Il épouse Marguerite Sevestre le 8 avril 1652 à Notre-Dame de Québec, Nouvelle-France devant le père Joseph-Antoine Poncet. Le 17 février 1652, il signe son contrat de mariage devant le notaire Guillaume Audouart avec Marguerite Sevestre fille de Charles Sevestre, lieutenant de la Sénéchaussée de Québec et lieutenant particulier civil et criminel de la juridiction de Québec, et juge prévôt de la seigneurie de Lauzon. Le mariage a apporté les enfants suivants : Étienne Lessard jr (1653 – 1728), Charles Lessard (1656 – 1740), Pierre Lessard (1658 – 1737), Thérèse Lessard (1662 – 1749), Marguerite Lessard (1664 – 1665), Anne Lessard (1666 – 1710), Noël Lessard (1669 – 1743), Joseph Lessard (1672 – 1763), Prisque Lessard (1674 – 1755), Dorothée Lessard (1677 – ?) et Jacques Lessard (1677 – 1682).
En 1645, Étienne de Lessard, à l'âge de 22 ans s'embarque pour la Nouvelle-France d'où il exerce le métier de caboteur en s'associant avec un des premiers pionniers et émigrants Martin Grouvel. Il a exercé par la suite les métiers suivants : cultivateur, capitaine de milice et seigneur.
Le 8 mars 1658, Étienne de Lessard, un des premiers colons, concède certaines terres en vue de la construction de la première chapelle de bois dédiée à Sainte Anne, particulièrement vénérée en Nouvelle-France. Aujourd'hui appelé la Basilique Sainte-Anne-de-Beaupré.